# Ptiloglossa jonesi
Ptiloglossa jonesi là một loài Hymenoptera trong họ Colletidae. Loài này được Timberlake mô tả khoa học năm 1946.